# Crise constitutionnelle papou-néo-guinéenne de 2011-2012
|                                            |  |  |
| Peter O'Neill (g.) et Michael Somare (d.). |  |  |

Une crise constitutionnelle frappe la Papouasie-Nouvelle-Guinée de décembre 2011 à juillet 2012. Elle oppose deux hommes, Peter O'Neill et Sir Michael Somare, qui affirment tous deux être le Premier ministre légitime du pays - l'un soutenu par le Parlement, l'autre par la Cour suprême. Elle soulève la question de savoir qui a, in fine, le pouvoir de reconnaître un Premier ministre, et met également en question les modalités du rôle du gouverneur général.
Bien que la crise se soit concentrée sur quelques jours de la mi-décembre, et se soit soldée par le maintien de facto au pouvoir de Peter O'Neill, elle continua à avoir des répercussions, Somare ne s'avouant pas vaincu. Ainsi, le 26 janvier, elle entraîna une brève mutinerie dans les forces armées du pays.
La crise s'acheva fin juillet 2012, à la suite des élections législatives qui donnèrent un net avantage à O'Neill. S'avouant vaincu, Somare, à la surprise générale, soutint O'Neill pour le poste de Premier ministre ; les deux hommes annoncèrent qu'ils formeraient un gouvernement de coalition.

## Contexte: système politique
La Papouasie-Nouvelle-Guinée est une démocratie multipartite et un royaume du Commonwealth. C'est un État pleinement souverain, dont la Constitution reconnaît la reine Élisabeth II comme monarque, celle-ci déléguant ses fonctions à un gouverneur général élu par le Parlement, lui-même élu au suffrage universel. En accord avec le système de Westminster, le Premier ministre est un député choisi pour cette fonction par ses pairs ; il gouverne tant qu'il dispose de la confiance d'une majorité au Parlement. Les fonctions du gouverneur général sont essentiellement symboliques ; c'est le Premier ministre qui gouverne la nation.
L'article 142(2) de la Constitution dispose que le Premier ministre est nommé « par le chef de l'État, qui agit en accord avec une décision du Parlement ». Constitutionnellement, les pouvoirs conférés au chef de l'État le sont à la reine, mais en son absence (puisqu'elle réside à Londres) ils sont exercés par le gouverneur général.
Depuis son indépendance en 1975, cet ancien territoire australien a vu se succéder divers partis et coalitions au pouvoir, de manière paisible et démocratique. Il y règne néanmoins une grande instabilité politique. Les gouvernements sont constitués de larges coalitions, qui le plus souvent se disloquent en cours de législature. Pour autant, la seule crise politique conséquente eut lieu en 1997, lors de l'« affaire Sandline ». En 1996, le Premier ministre Julius Chan, tentant de soumettre la révolte menée par l'Armée révolutionnaire de Bougainville dans la province de Bougainville, signa un contrat avec une société militaire privée, Sandline International. En mars 1997, à la suite de la révélation de ce contrat, le brigadier général Jerry Singirok, chef de la Force de Défense de Papouasie-Nouvelle-Guinée (les forces armées régulières), dénonça l'accord et somma Chan de démissionner. L'opinion publique semblait soutenir le brigadier ; Chan quitta temporairement ses fonctions, le temps d'être blanchi par une commission d'enquête, avant de les reprendre en mai. En juin, il fut battu lors des élections législatives, et quitta le pouvoir sans heurts. Les actions de Singirok furent néanmoins qualifiées de « quasi-coup d’État ».

## Déroulement des faits
Le « Grand Chef » Sir Michael Somare, « père de l'indépendance », avait remporté les élections législatives de 2002 et de 2007. En avril 2011, il est hospitalisé à Singapour, où il est opéré du cœur puis demeure en soins intensifs pendant plusieurs mois. En juin, alors qu'il est incapable de s'exprimer par lui-même, sa famille annonce la fin de sa carrière politique. Sam Abal assure la direction du gouvernement par intérim. Le 2 août, le président du Parlement, Jeffrey Nape, déclare que Somare, toujours hospitalisé, n'est plus député, pour cause d'absentéisme, et que la fonction de Premier ministre est donc vacante. Le Parlement procède à l'élection d'un nouveau Premier ministre, Peter O'Neill. Somare revient en Papouasie-Nouvelle-Guinée en septembre, « amaigri et frêle » mais « alerte ».
Le 12 décembre, la Cour suprême juge que la déclaration de vacance du 2 août est dénuée de fondement constitutionnel, et ordonne que Somare soit restauré à ses fonctions. Plus précisément, la Cour explique que les circonstances dans lesquelles peut être prononcée une vacance du poste de Premier ministre sont définies par la Constitution, et qu'il n'est pas loisible au président du Parlement de décréter une telle vacance en dehors des procédures constitutionnelles. La Cour suprême ajoute que seule la Cour nationale peut prononcer la vacance d'un siège de député, et que Michael Somare n'avait par ailleurs été absent qu'à deux séances parlementaires, ce qui ne peut entraîner la vacance de son siège. Le gouverneur général, Sir Michael Ogio, nomme donc Somare au poste de Premier ministre. Disposant du soutien d'une majorité au Parlement, O'Neill refuse de quitter ses fonctions, et, le 14 décembre, le Parlement destitue Ogio. Jeffrey Nape, président du Parlement, devient alors automatiquement gouverneur général par intérim,. Quelques jours plus tard, lorsqu'il apparaît clair que Somare n'a que peu de soutiens, Ogio déclare que les conseils de la Cour suprême avaient été erronés. Restauré à son poste de gouverneur général le 19 décembre, il reconnaît à nouveau Peter O'Neill. Ce dernier continue à gouverner, avec le soutien des hauts fonctionnaires, des forces de police et des forces armées.
Le 18 janvier, Somare, accompagné de ses partisans, entre dans l'enceinte du Parlement, brandissant l'arrêt de la Cour suprême, et exige d'être restauré à son poste. Il est contraint de quitter les lieux.

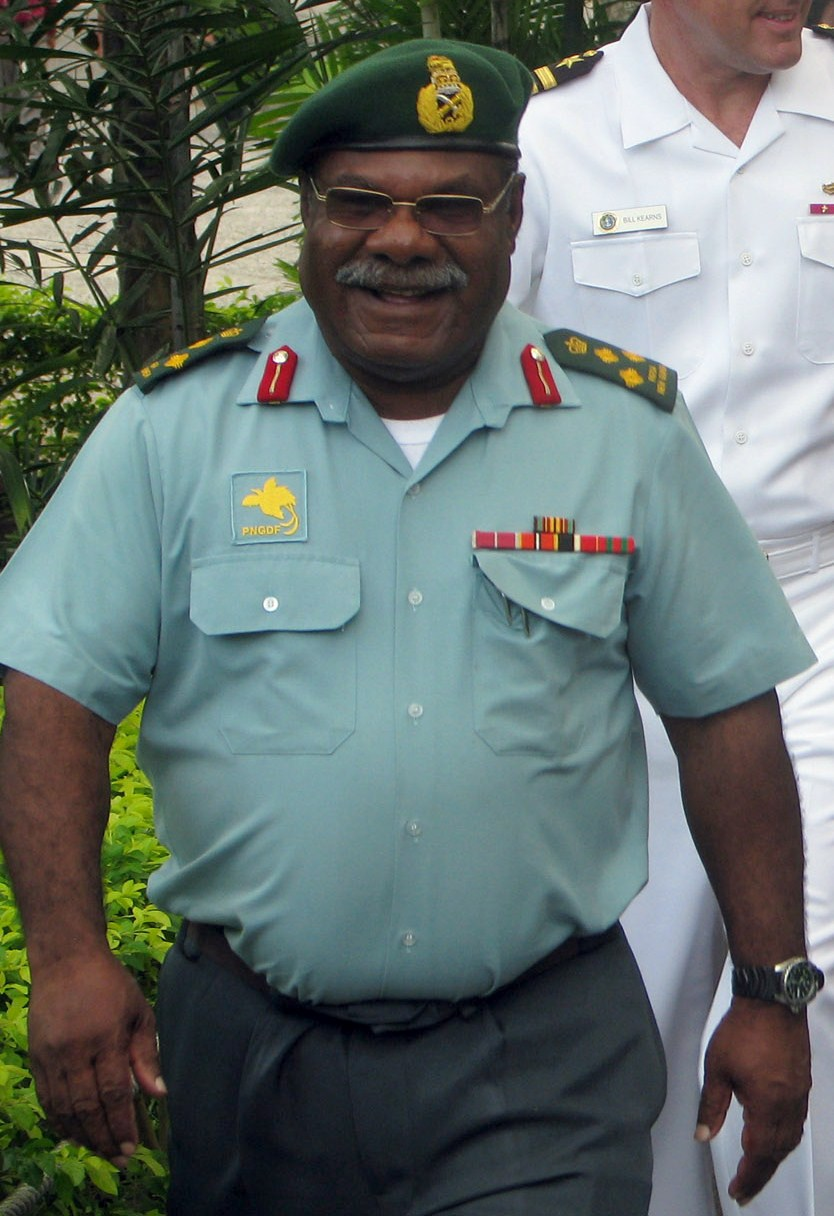
Le général de brigade Francis Agwi, chef des forces armées de Papouasie-Nouvelle-Guinée, brièvement pris en otage le 26 janvier.

Le 26 janvier, le colonel Yaura Sasa (retraité), à la tête d'une vingtaine de soldats, s'introduit dans un camp militaire, dont il prend le contrôle sans faire de victime, et place le général de brigade Francis Agwi (en), chef des armées, en détention dans son logement. Deux autres militaires sont également détenus. Sasa affirme avoir été nommé à la tête des armées par Michael Somare, qu'il reconnaît comme Premier ministre légitime ; au nom du « respect de la Constitution et des tribunaux », il somme « le chef de l'État » de nommer Somare à la tête du gouvernement, faute de quoi il entreprendra « les actions qui seraient nécessaires ». Le Premier ministre australien Julia Gillard réagit en déclarant que les forces militaires n'ont pas à exercer de rôle politique, et appelle à une résolution pacifique de la situation. Quelques heures plus tard, le Premier ministre Peter O'Neill annonce que la mutinerie est terminée, et qu'Agwi a été relâché. S'adressant aux médias, le vice-Premier ministre Belden Namah s'en prend en ces termes à Somare : « Vous avez perdu la tête. Vous avez complètement perdu le contrôle de vous-même. Vous avez perdu la tête. Vous êtes devenu fou »,.
Il s'agit de la première mutinerie dans l'histoire du pays.
Le lendemain des événements, Michael Somare et son « ministre de la Défense » Andrew Kumbakor s'expriment tous deux pour confirmer qu'ils ont bien nommé Sasa à la tête des forces armées ; Somare explique qu'il tente ainsi d'exercer ses fonctions de Premier ministre légitime,. Dans le même temps, Peter O'Neill suspend son ministre de la Défense Guma Wau et transfère les fonctions de celui-ci au vice-Premier ministre Belden Namah, un ancien capitaine d'armée (qui avait participé aux événements de l'affaire Sandline et avait, à sa suite, purgé près de six ans de prison pour sédition entre 1997 et 2003),.
Le 28 janvier, le colonel Sasa est arrêté à Boroko, banlieue de Port Moresby. Il est traduit devant un tribunal et inculpé pour mutinerie. Les hommes qui avaient opéré sous son commandement ne sont pas inculpés.
Début février, le gouvernement O'Neill suspend le président de la Cour suprême, Sir Salamo Injia, l'accusant de fautes professionnelles. Le gouvernement affirme que cela n'est en rien une conséquence du jugement prononcé par Inijia et la Cour en décembre. Début mars, Injia est arrêté et mis en examen pour « entrave à la justice ». La Cour nationale suspend cette mise en examen, la décrivant comme un « abus de procédure ». Injia demeure président de la Cour suprême.
Le 20 mai, un mois avant la tenue d'élections législatives, la Cour suprême de Papouasie-Nouvelle-Guinée ordonne à nouveau que Sir Michael Somare soit restitué au poste de Premier ministre, au motif que sa destitution s'était faite de manière non-constitutionnelle. L'arrêt est rendu par trois juges sur cinq, les deux autres refusant de se prononcer. Peter O'Neill refuse de ce plier à ce jugement, déclarant que les juges ont agi au mépris de la séparation des pouvoirs, et citant une lettre d'un des juges à un autre décrivant son gouvernement comme illégitime. Selon O'Neill, les juges étaient donc biaisés. Lorsque Michael Somare tente de se rendre auprès du gouverneur général pour être formellement reconnu comme Premier ministre, la police lui barre la route. Le gouverneur général, Sir Michael Ogio, fait savoir qu'il ne procédera à aucune investiture de Premier ministre avant les élections. Le vice-Premier ministre Belden Namah ordonne aux trois juges -Sir Salamo Injia, Les Gavera-Nanu et Nicholas Kirriwom- de démissionner immédiatement, faute de quoi ils seraient arrêtés pour sédition. Le 24 mai, Belden Namah pénètre dans les locaux de la Cour, accompagné par la police, et fait arrêter le président de la Cour suprême, Sir Salamo Injia, pour sédition. Quelques jours plus tard, le juge Nicholas Kirriwom est lui aussi arrêté pour sédition. Namah décrit Injia comme un « malade mental » qui « joue à faire de la politique ».
Le 29 mai, le vice-président du Parlement, Francis Marus, ouvre une session parlementaire en reconnaissant le jugement de la Cour. Somare, et non O'Neill, est le Premier ministre, dit-il. Toutefois, ajoute-t-il, Somare ne peut être Premier ministre, puisqu'il n'est plus député, ayant été disqualifié de cette fonction pour avoir manqué plusieurs sessions du Parlement. En conséquence, il n'y a pas de Premier ministre en Papouasie-Nouvelle-Guinée. « Visiblement surpris », O'Neill, qui n'est pas sur place à ce moment-là, « se précipite » pour rejoindre le Parlement et s'entretenir avec les députés de sa majorité. Il annonce ensuite que le Parlement procèdera à l'élection d'un Premier ministre le lendemain,,. Pour sa part, Michael Somare estime cette déclaration de vacance « illégale et honteuse ». « Lui-même surpris », Marus agissait sur instructions de Jeffrey Nape, qui, au passage, dénonce une nouvelle fois la tenue d'élections programmée malgré la volonté des parlementaires de les retarder.
Le 30 mai, seuls les députés de la majorité choisissent d'être présents pour le vote. Marus tente tout d'abord -suivant les instructions de Nape- d'interdire à O'Neill de se présenter, au motif qu'il serait coresponsable (avec Somare) de la crise, puis capitule, l'autorisant à postuler. Le Parlement élit à nouveau O'Neill au poste de Premier ministre. S'ensuit une nouvelle confusion lorsque Jeffrey Nape, exerçant les fonctions de Gouverneur général en l'absence de Sir Michael Ogio (qui est à Londres pour le jubilé de diamant d'Élisabeth II, reine de Papouasie-Nouvelle-Guinée), annonce qu'il retarde l'investiture du Premier ministre afin d'« étudier les documents ». Trois heures plus tard, l'investiture a lieu : O'Neill est Premier ministre, en attendant les élections législatives. Michael Somare réaffirme néanmoins qu'il se considère toujours comme le Premier ministre légitime.

## Rôle du chef de l'État
La reine de Papouasie-Nouvelle-Guinée, Élisabeth II, n'intervint aucunement dans la crise. En cela, elle se conformait à son rôle traditionnel de non-ingérence dans les affaires internes des royaumes du Commonwealth ; elle n'était nullement intervenue non plus dans la  crise constitutionnelle australienne de 1975. Dans le cas australien, elle n'avait pas été consultée par le gouverneur général Sir John Kerr, et rien n'indique que Sir Michael Ogio, le gouverneur général de Papouasie-Nouvelle-Guinée, l'ait consultée non plus. Ce dernier se vit contraint de décider s'il devait se plier aux injonctions de la Cour suprême ou bien respecter la volonté du Parlement, cas inédit. Sa décision première, d'obéir à la Cour, fut sans effet lorsque le Parlement usa de ses pouvoirs pour le suspendre et lui substituer un gouverneur général par intérim.

## Suites
Des élections législatives se déroulent sur deux semaines à partir du 23 juin 2012. Sir Michael Somare fait savoir début janvier qu'il n'y prendra pas part, mettant ainsi un terme à sa carrière politique. Il se considère néanmoins toujours comme le Premier ministre légitime jusqu'à l'élection. Il décide par la suite d'être candidat malgré tout, dans sa circonscription du Sepik oriental. 
Immédiatement après la mutinerie du 26 janvier, Peter O'Neill annonce qu'il envisage « la tenue d'élections anticipées le plus rapidement possible pour mettre fin à cette impasse politique ». Cette possibilité est toutefois écartée, et les élections débutent le 23 juin.
Le 3 août, alors que les résultats des élections ne sont pas encore connus dans trois circonscriptions, le Parlement s'assemble et les députés confirment Peter O'Neill au poste de Premier ministre, avec 94 voix. Dans un retournement de situation, son rival Sir Michael Somare lui avait apporté son soutien fin juillet, les deux hommes annonçant la formation prochaine d'un gouvernement de coalition.